# Föreningen för kvinnans politiska rösträtt i Gävle
Föreningen för kvinnans politiska rösträtt i Gävle, även kallad Gävleföreningen för kvinnans politiska rösträtt, var Gävles lokalförening inom Landsföreningen för kvinnans politiska rösträtt (LKPR). Föreningen bildades 4 april 1903 och var verksam lokalt i Gävle för införandet av kvinnors rösträtt i Sverige.
År 1908 var föreningen en av de fem största lokalföreningarna av LKPR, med ett medlemsantal på 265 personer; de övriga var Stockholm (2 073), Göteborg (607), Norrköping (260) och Falun (250).

## Historik
Gävle höll 9 januari 1908 centralstyrelsemötet för hela landsföreningen. Samtidigt hölls då även "ett offentligt opinionsmöte på teatern, som fyllts av intresserade till sista plats", med närvaro av stadens representanter i Andra kammaren, lektor K. Starbäck och redaktör K. M. Lindh; Ann-Margret Holmgren, Gulli Petrini, Lydia Wahlström och Maria Qvist. En resolution upptogs då: “Män och kvinnor till ett antal av 7- à 800, samlade till offentligt möte i Gävle den 9 januari 1908, protestera mot regeringens beslut att — trots landets opinion — icke framlägga proposition om politiskt medborgarskap för kvinnor vid innevarande års riksdag. Mötet uttalar att för den starkare rösträttskamp, som kvinnorna nu måste upptaga, bär regeringen ansvaret.“
Föreningen medverkade till att fem kvinnor tillsattes hos fattigvärdsstyrelsen och en kvinnlig ordinarie ledamot och en suppleant inom den livsmedelskommitté som uppsattes det året efter ansökan hos drätselkammaren. 
Bland aktiviteterna fanns föredrag, samkväm, insamling av medel och förhandlingar om samarbete med andra organisationer. 
1908 rapporterades: 
"Riksdagsmännen inom Gästrikland hava interpellerats medelst det av V. U. utsända frågeformuläret, och till olika nykterhetsgrupper har utsänts centralstyrelsens cirkulär med uppmaning till de organiserade nykterhetsvännerna att av sina riksdagsmannakandidater vid valet fordra medverkan för rösträtt och valbarhet för kvinnor [...] Till stadsfullmäktigevalet i december uppmanades samtliga röstberättigade kvinnor i Gävle meddelst ett cirkulär att utöva sin rösträtt, varjämte upprop om samma sak inflöto i samtliga stadens tidningar".

## Ordförande
- Karolina Själander, 1903-1904
- Anna Nordlöw Björk, 1904-1909
- Klara Lindh, 1909-1914
- Gerda Modén, 1915-1916
- Anna de Maré-Svensson, 1916-1921